# Frazeysburg
Frazeysburg és una població dels Estats Units a l'estat d'Ohio. Segons el cens del 2000 tenia 1.201 habitants.

## Demografia
Segons el cens del 2000, Frazeysburg tenia 1.201 habitants, 489 habitatges, i 328 famílies. La densitat de població era de 610,1 habitants per km².
Dels 489 habitatges en un 37% hi vivien nens de menys de 18 anys, en un 48,7% hi vivien parelles casades, en un 13,3% dones solteres, i en un 32,9% no eren unitats familiars. En el 29,2% dels habitatges hi vivien persones soles l'11,5% de les quals corresponia a persones de 65 anys o més que vivien soles. El nombre mitjà de persones vivint en cada habitatge era de 2,46 i el nombre mitjà de persones que vivien en cada família era de 3,05.
Per edats la població es repartia de la següent manera: un 29% tenia menys de 18 anys, un 9,8% entre 18 i 24, un 30% entre 25 i 44, un 19,9% de 45 a 60 i un 11,3% 65 anys o més.
L'edat mediana era de 32 anys. Per cada 100 dones de 18 o més anys hi havia 83 homes.
La renda mediana per habitatge era de 34.545 $ i la renda mediana per família de 39.044 $. Els homes tenien una renda mediana de 30.119 $ mentre que les dones 21.053 $. La renda per capita de la població era de 15.789 $. Aproximadament el 2,8% de les famílies i el 6,6% de la població estaven per davall del llindar de pobresa.

## Poblacions més properes
El següent diagrama mostra les poblacions més properes.